# Almantas Savonis
Almantas Savonis (* 6. Januar 1970 in Druskininkai, Sowjetunion) ist ein ehemaliger litauischer Handballspieler. Er ist 1,95 m groß.
Savonis, der zuletzt für die deutsche VfL Eintracht Hagen spielte und früher für die litauische Nationalmannschaft auflief, ist Handballtorwart.

## Karriere
Almantas Savonis begann in seiner Heimatstadt mit dem Handballspiel; später kam er ins Jugendinternat von Granitas Kaunas, wo er auch in der ersten litauischen Liga debütierte. Sein Team gewann seit dem Bestehen einer eigenständigen litauischen Liga jedes Jahr die Meisterschaft; deshalb suchte Savonis bald eine neue Herausforderung und wechselte nach Karlovac in die kroatische Liga. 1998 heuerte er erstmals in der deutschen Handball-Bundesliga bei den SC Magdeburg Gladiators an, wo er 1999 den EHF-Pokal gewann. Savonis war jedoch hinter Henning Fritz meist nur zweite Wahl im Tor der Elbestädter, sodass er nach nur einem Jahr weiter zum Dessauer HV 1996 in die 2. Handball-Bundesliga zog. 2000 ging er für ein Jahr zum spanischen Verein Garbel Saragossa, der damals gerade aus der Liga ASOBAL abgestiegen war; 2001 kehrte Savonis jedoch zurück nach Deutschland und schloss sich dem Zweitligisten HC Empor Rostock an. Nach wiederum nur einem Jahr ging er zur HSG Düsseldorf, mit der er 2004 in die erste Liga aufstieg. Mit den Rheinländern gelang es ihm, sich vier Jahre in der höchsten deutschen Spielklasse zu halten, 2008 stieg Düsseldorf jedoch wieder ab. Im Januar 2015 wechselte er zum Drittligisten VfL Eintracht Hagen.
Almantas Savonis hat 116 Länderspiele für die litauische Nationalmannschaft bestritten. Für sein Land nahm er an der Handball-Weltmeisterschaft der Männer 1997 und der Handball-Europameisterschaft der Männer 1998 teil.